# Elong Elong
Elong Elong är en ort i Australien. Den ligger i kommunen Wellington och delstaten New South Wales, i den sydöstra delen av landet, omkring 280 kilometer nordväst om delstatshuvudstaden Sydney.
Runt Elong Elong är det mycket glesbefolkat, med 2 invånare per kvadratkilometer.. Närmaste större samhälle är Gollan, omkring 17 kilometer söder om Elong Elong.
I omgivningarna runt Elong Elong växer huvudsakligen savannskog. Genomsnittlig årsnederbörd är 755 millimeter. Den regnigaste månaden är februari, med i genomsnitt 139 mm nederbörd, och den torraste är oktober, med 16 mm nederbörd.